# Hrafn Gunnlaugsson
Hrafn Gunnlaugsson, född 17 juni 1948 i Reykjavik, är en isländsk filmregissör. Han är bror till skådespelerskan Tinna Gunnlaugsdóttir.

## Filmografi (urval)
- 1980 – Drömmen om ett annat liv
- 1984 – Korpen flyger
- 1986 – Bödeln och skökan
- 1988 – Korpens skugga
- 1991 – Den vite vikingen
- 1993 – Pojkdrömmar
- 1998 – När det sker
- 2000 – Mörkrets furste